# North Coast Limited

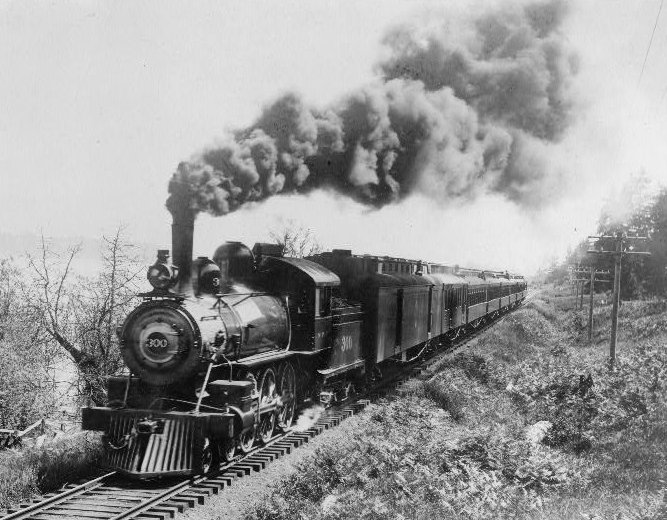
North Coast Limited, 1900

Der North Coast Limited war ein luxuriöser Zug der amerikanischen Eisenbahngesellschaft Northern Pacific Railway. Der Zug wurde schon 1900 eingeführt und war bis 1971 in Betrieb, womit er einer der langlebigsten Namenszüge der USA war. Er war besonders für seinen Speisewagen-Betrieb bekannt, der zu den besten seiner Art in den USA gehörte.

## Strecke
Die Strecke des Zuges führte von Chicago über die „Twin Cities“ St. Paul/Minneapolis, Fargo und Spokane nach Tacoma und Seattle. Dabei durchquerte der Zug einige der schönsten amerikanischen Landschaften, angefangen bei den großen Seen bei Chicago, dann über das fruchtbare Farmerland Wisconsins, dann über die endlosen Prärien North Dakotas und Montanas und schließlich durch die Rocky Mountains von Montana, Idaho und Washington. Der Zug durchfuhr acht Gebirgsketten der Rocky Mountains, und seine Fahrtzeiten waren so gelegt, dass die landschaftlich reizvollsten Gebiete (die Rocky Mountains also) bei Tage durchquert wurden. Es gab sogar einen direkten Anschlusszug für Passagiere, die in den Yellowstone-Nationalpark gelangen wollten. In Pasco wurde ab 1909 ein Zugteil abgetrennt und über die Spokane, Portland and Seattle Railway nach Portland (Oregon) geführt. Der Betrieb von Chicago zu den Twin Cities wurde nicht von der Northern Pacific, sondern von der Chicago, Burlington and Quincy Railroad über deren Strecke am Mississippi-Fluss entlang durchgeführt.

## Einsatz
Von Anfang an war der Zug luxuriös, in dem Service der Extraklasse angeboten wurde. Es gab Speisewagen, Schlafwagen mit unterschiedlichen Abteilen, Snack-Bar Loungewagen, und sogar Wagen mit eingebauter Bibliothek, Rauchersalon und Solarium. Sogar Duschen und ein Maniküredienst für Frauen wurde zu Bestzeiten angeboten. Später kamen dann auch noch kombinierte Aussichts-Sitzwagen und Aussichts-Schlafwagen dazu, und um das Wohl der Passagiere kümmerten sich eine Art speziell für die Züge ausgebildeten „Stewardessen“. Der Zug war während seiner Betriebszeit das Aushängeschild der Northern Pacific und stand in starker Konkurrenz zu den entsprechenden Angeboten der Rivalen, dem „Empire Builder“ der Great Northern Railway und dem „Olympian Hiawatha“ der Milwaukee Road.

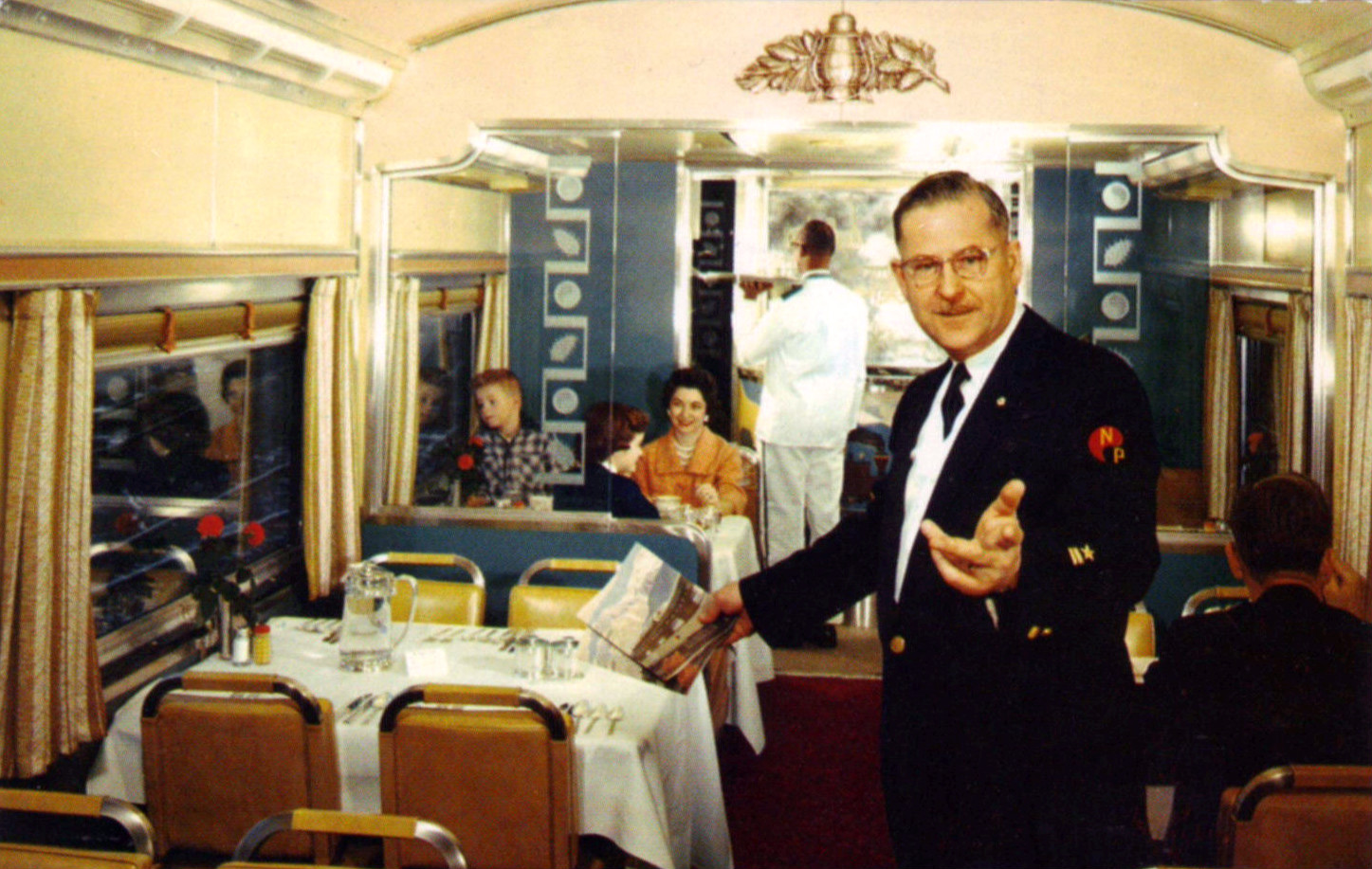
Speisewagen in den 1950er Jahren

Seine großen Zeiten erlebte der Zug von 1900 bis 1929 und dann nochmal von 1948 bis 1967. Bis 1929 war er sogar ein „All-Sleeper“ Zug gewesen, das heißt, er bestand exklusiv nur aus 1.-Klasse-Schlafwagen. Bis 1948 bestand der Zug aus schwergewichtigen, sechsachsigen Wagen, die olivgrün lackiert waren und bis ca. 1912 aus Holz und nach 1912 aus Stahl gebaut waren. In der Zeit von 1945 bis 1948 wurde der Zug modernisiert und bestand bis zu seinem Ende 1971 aus vierachsigen Stromlinienwagen. Schon 1933 wurde die Klimatisierung eingeführt und ab 1948 wurde der Zug nicht mehr von Dampflokomotiven, sondern von mehrteiligen Diesellokomotiven gezogen. Von 1948 bis 1953 waren die Wagen wie folgt lackiert: hellgraues Dach, olivgrünes Band oberhalb der Fenster mit gelbem „Northern Pacific“-Schriftzug, hellgrünes Fensterband und olivgrünes Band unterhalb der Fenster. Die einzelnen Bänder waren durch gelbe Zierlinien getrennt. 1954 änderte sich die Farbgebung. Ab da waren Dach, das Band oberhalb der Fenster und das Fensterband dunkelmintgrün. Direkt unterhalb des Fensterbandes gab es eine weiße Zierlinie, und das Band unterhalb der Fenster war hellgrün, und da befand sich auch der „The Vista Dome North Coast Limited“ Schriftzug mit weiß-schwarz-rotem Northern Pacific Logo. Oberhalb der Fenster prangte auch nochmal „Northern Pacific“ in weißer Farbe. Auch die Diesellokomotiven des Zuges waren so lackiert.

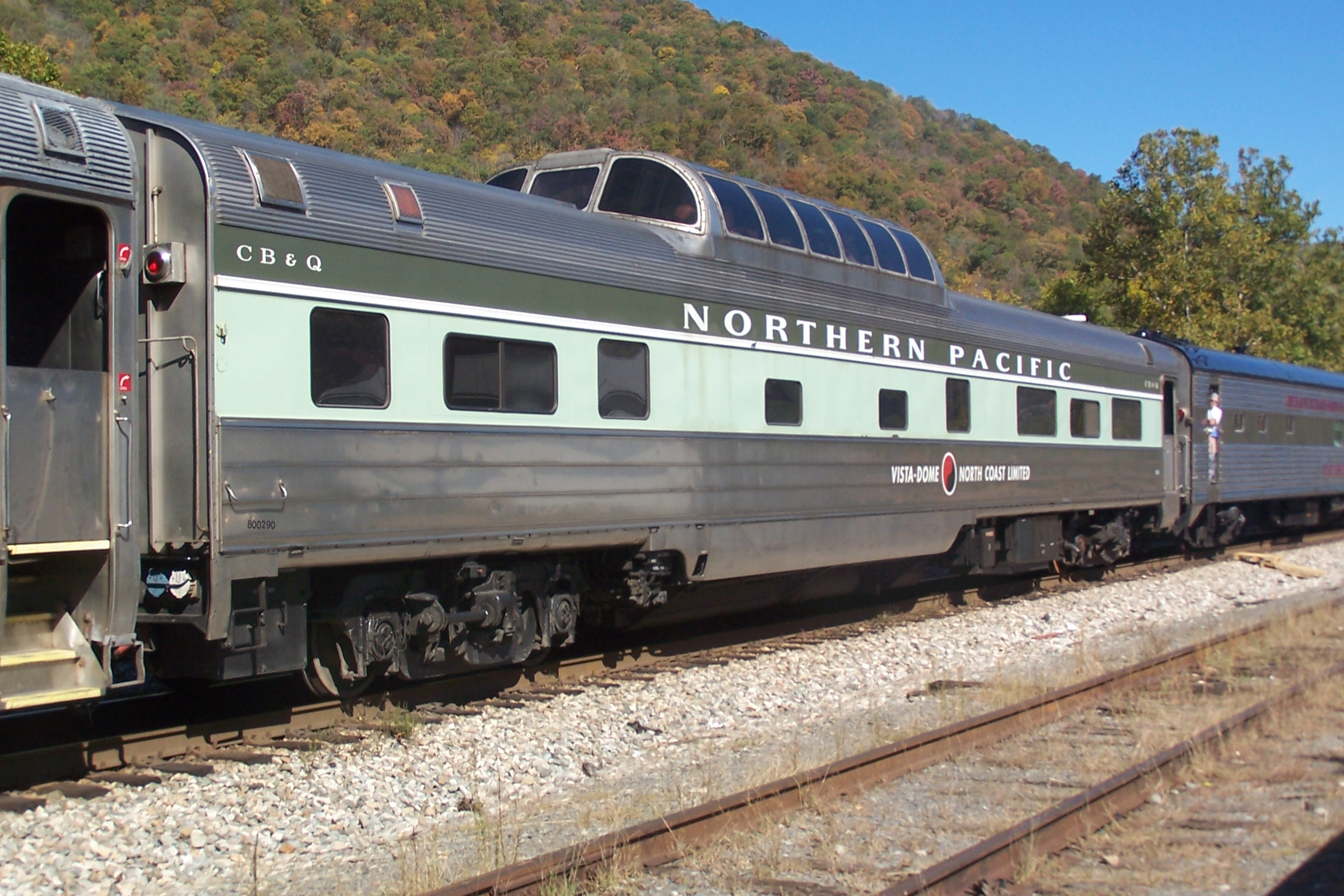
Aussichtswagen von 1954 in den Farben aus der Zeit von 1948 bis 1953 (eingereiht im New River Train in West Virginia 2007)

Ab 1954 beinhaltete jeder North Coast Limited außerdem vier Aussichtswagen im Zug, davon zwei Aussichts-Sitzwagen (für 2. Klasse Sitzwagenpassagiere) und zwei Aussichts-Schlafwagen (für 1. Klasse Schlafwagenpassagiere). Somit hatten im gesamten Zug 96 Passagiere einen Aussichtswagenplatz zur Verfügung (jeweils 24 pro Aussichtskanzel). 1955 wurde die „Louis & Clark Traveller´s Rest Tavern“ eingeführt, ein Snack-Bar Loungewagen für leichte Mahlzeiten, der innen mit Holz verkleidet war und komplett im Wild-West-Schema dekoriert war. Den Schlafwagenpassagieren stand exklusiv der Schlusswagen mit seinem abgerundeten Ende als Salonwagen mit Cocktail Bar zur Verfügung. Als dieser Wagen 1967 abgeschafft wurde, wurden die Aussichts-Schlafwagen in Aussichts-Schlaf-Barwagen umgebaut, indem die sich unter den Aussichtskanzeln befindenden Schlafabteile durch Bars ersetzt wurden; die Wagen wurden auch „Lounge in the Sky“ genannt, weil in der Aussichtskanzel auch einige Sitzplätze durch Tische ersetzt wurden.

## Zugzusammensetzung
Zugzusammenstellung aus dem Jahre 1937:
Dampflokomotive Alco Z-6 4-6-6-4 mit 16 Wagen: 1. Postwagen; 2. Gepäck-Schlafwagen (für das Zugpersonal); 3. Sitzwagen; 4. Sitzwagen; 5. Touristenschlafwagen; 6. Touristenschlafwagen; 7. Speisewagen; 8. Schlafwagen „Rice Lake“; 9. Schlafwagen „Kamiakin“; 10. Schlafwagen „Black Foot“; 11. Schlafwagen „Many Horns“; 12. Schlafwagen „Standing Buffalo“; 13. Schlafwagen „Gap“; 14. Schlafwagen „Glade“; 15. Schlafwagen mit Buffet-Solarium „Canyon“; 16. Lounge-Schlusswagen.
Zugzusammenstellung aus dem Jahre 1956:
Diesellokomotive EMD FP7 A-B-B-B-A Unit mit 17 Wagen: 1. Gepäckwagen; 2. Post-Schlafwagen (für das Zugpersonal); 3. Aussichts-Sitzwagen; 4. Sitzwagen; 5. Sitzwagen; 6. Sitzwagen; 7. Aussichts-Sitzwagen; 8. Sitzwagen; 9. Snack-Bar Loungewagen „Traveller’s Rest Tavern“; 10. Speisewagen; 11. Aussichts-Schlafwagen; 12. Schlafwagen; 13. Schlafwagen; 14. Schlafwagen, 15. Aussichts-Schlafwagen; 16. Schlafwagen, 17. Salon-Bar-Schlusswagen.

## Einstellung
Obwohl es der Northern Pacific im Gegensatz zu vielen anderen Bahngesellschaften in den späten 1950er und 1960er Jahren im Passagiergeschäft sehr gut ging und die North Coast Limited stets ein gut gefüllter Zug war, schwand das Passagieraufkommen in den späten 1960ern so drastisch, dass selbst der Topservice, der Luxus und der gute Ruf des Zuges nichts mehr halfen, der Zug immer kürzer wurde und immer mehr Leistungen eingeschränkt werden mussten. Ab 1968 wurde der Zug zwischen Chicago und St. Paul/Minneapolis und zwischen Spokane und Seattle/Portland sogar mit seinem ex-Rivalen, dem „Empire Builder“ der Great Northern kombiniert.
1970 fusionierten die Northern Pacific, Great Northern, Chicago, Burlington and Quincy Railroad und Spokane, Portland and Seattle Railway zur neuen Gesellschaft Burlington Northern Railroad, unter der der Zug noch 1 Jahr bis zum 1. Mai 1971 weiterfuhr, und dann mit der Gründung von Amtrak eingestellt wurde. Somit endete eine Ära des Reisens auf der Northern Pacific, und einer der besten Reisezüge der USA ging in die Geschichte ein.

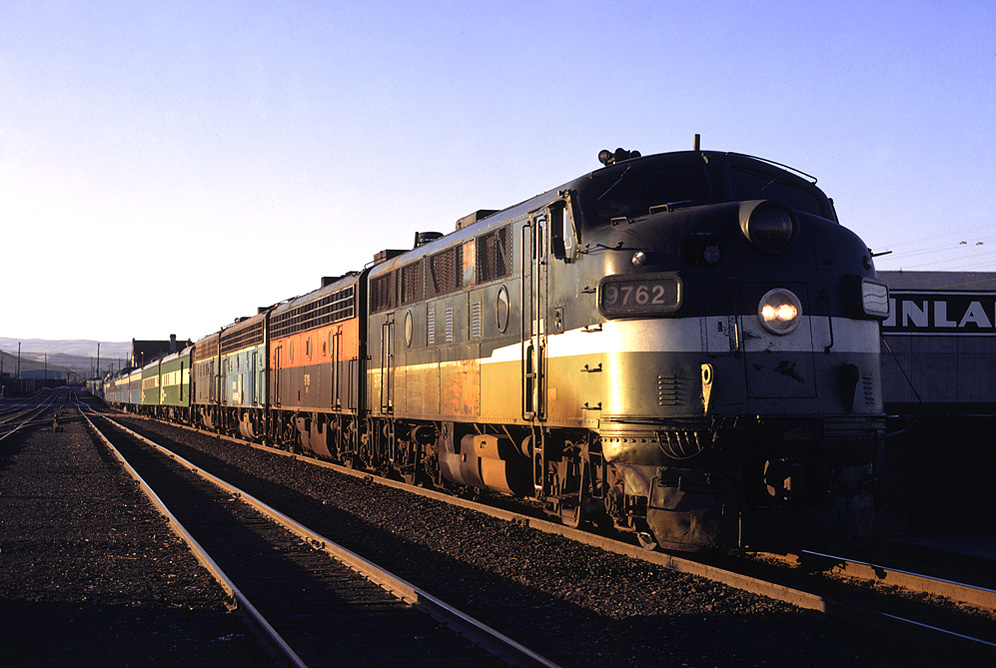
North Coast Hiawatha der Amtrak in Yakima im Bundesstaat Washington (1971)

Am 5. Juni 1971 führte Amtrak überwiegend auf der früheren Route des North Coast Limited den North Coast Hiawatha ein, eine namensschöpferische Mischung aus dem North Coast Limited und dem Olympian Hiawatha der Milwaukee Road. Der Zug wurde zwischen Chicago und Minneapolis sowie zwischen Spokane und Seattle mit dem Empire Builder zusammengeschlossen, der auf dem letztgenannten Abschnitt zu jener Zeit auf der früheren Route des North Coast Limited über Yakima fuhr. Er verkehrte dreimal wöchentlich. Ab dem 14. November 1971 wurde der North Coast Hiawatha zwischen Chicago und Spokane als eigenständiger Zug und zwischen Chicago und Minneapolis sogar täglich entlang der früheren Milwaukee-Road-Strecke betrieben. Zwischen Spokane und Seattle wurde er weiterhin mit dem Empire Builder zusammengeschlossen. Ab dem 11. Juni 1973 wurde der Zug auf der gesamten Strecke von Chicago nach Seattle als eigenständiger Zug geführt. Außer im Sommer und in der Ferienzeit verkehrte er weiterhin dreimal wöchentlich. Zwischen Spokane und Seattle wurde nun die Route des Empire Builders über den Kaskadentunnel genutzt. Am 1. Oktober 1979 wurde der Zuglauf gestrichen.
Ein Großteil der ursprünglichen Strecke wird heute nicht mehr im Personenverkehr befahren. Der Empire Builder von Amtrak verkehrt heute lediglich zwischen St. Paul und Moorhead sowie zwischen Sandpoint und Pasco auf der Route. Er verkehrt als einziger verbliebener Zuglauf von Chicago in den Pazifischen Nordwesten stattdessen weiterhin auf der früheren Hauptstrecke der Great Northern über den Marias Pass.